# Hayato
Hayato (jap. 早戸大滝 Hayato-Ōtaki) − wodospad znajdujący się w Quasi-Parku Narodowym Tanzawa-Ōyama, w prefekturze Kanagawa, w Japonii. 
Wodospad ma 50 metrów wysokości. Jest na liście stu wodospadów Japonii. Cechą charakterystyczną tego wodospadu jest masywny kamień znajdujący się przed strugą wody.